# 第二次费卢杰战役
第二次费卢杰战役—代号黎明行动 (直译：「the dawn」) 和幽灵之怒行动—是一次由美军、伊拉克政府军和英军于2004年11月至12月战事正酣之际发起的联合攻勢。这次行动由伊拉克过渡政府授权，以美国海军陆战队向費盧傑城内的叛军发动进攻作为先导。是役被美国军方称为“陆战队自1968年顺化战役以来进行过的最激烈的巷战”。
这次战役是美军在费卢杰进行的第二次大规模行动。是年4月，多国部队曾发起第一次费卢杰战役以捕杀杀死四名黑水公司傭兵的叛军。在多国部队攻入市中心之后，伊拉克共和国政府要求在当地建立由伊拉克人任命的民政当局，并在此后半年间持续加固费卢杰城防。对于美国军队而言，第二次费卢杰战役是整个伊拉克战争期间最为血腥的军事行动，也是美军第一次與叛军而非伊拉克复兴党政权武装力量单独交战。

## 背景
2004年2月，费卢杰以及周边区域的控制权被合众国陆军第82空降师移交予合众国海军陆战队第1师。不久之后，2004年3月31日，四名来自黑水公司的美国私人军事承包商——威斯利·巴塔洛纳、斯科特·赫文斯顿、杰瑞·佐夫科乔和迈克尔·蒂格在该地遭伏并惨死。关于四人惨烈死状的图片在网络上广泛流传。记者杰里米·斯卡希尔称此事件为“伊拉克的摩加迪沙（代指摩加迪沙战役，是役亦被称为“黑鹰坠落”事件）”。 尽管在前线军官认为这一事件在军事上无关紧要，但是美国政府高层并不认为忍气吞声是权宜之计，并要求军方对该市进行更大规模的攻击。
海军陆战队在几天时间内就夺回了城市的控制权。2004年4月28日，警惕决心行动结束，当地人被要求不得接纳叛军势力入城。 由当地伊拉克人组成的费卢杰旅在一位名叫穆罕默德·拉迪夫的前复兴党军官的指挥下，控制了该市。
好景不长，叛军的势力开始不断增长，控制范围亦开始扩张。2004年9月24日，一位美国政府高官在接受ABC新闻采访时声称当务之急就是逮捕当前身在费卢杰的阿布·穆萨布·扎卡维。且据称扎卡维已经组建了一支规模达到5000人的叛军，这5000人大都不是伊拉克人。不过，官方对于此次行动目标的陈述为削弱叛军并为预计在来年1月份举行的大选做准备。

## 战前准备

### 多国部队
在进攻开始前，美军与伊拉克安全部队在费卢杰城四周部署了检查站以封锁交通，一方面是为了阻止他人入城，另一方面是为了防止叛军流窜。美方亦通过高空侦察为进攻部队绘制作战地图，同时还为部队编入当地译员以便行动。经过长达数周的火力准备之后，费卢杰城内的武装人员似乎不堪一击。
多国部队一方总计约有13500名士兵参与此次行动。美军集结了6500名海军陆战队队员与1500名陆军士兵执行攻城战，另有2500名海军人员参与作战或提供支援。这些士兵被分为两个团级战斗队（Regimental Combat Team - RCT）：RCT-1包括海军陆战队第1团第3营、海军陆战队第5团第3营、陆军第7骑兵团第2营；RCT-7包括海军陆战队第8团第1营、海军陆战队第3团第1营、陆军第2步兵团第2营和陆军第12骑兵团第2营。 2000名伊拉克安全部队士兵从旁协助。进攻部队得到了海军陆战队的固定翼和旋翼机飞行器，以及海空军固定翼飞行器的火力、物资与情报支持，；此外还有美军特种作战司令部的狙击手分队提供协助。
英军派遣了黑卫士兵团第1营，一个规模达到850人的分遣队协助美伊军队围攻费卢杰。作为黑色特遣队的一部分，英国陆军特种空勤团D中队亦计划参与此次行动，但是英国政府对于人员伤亡的担忧使其叫停了此次行动。

### 叛军
4月份的时候，费卢杰有500名“死硬分子”和1000多名“拿钱办事的武装人员”。但是等到半年后，据估计，两种武装人员的数字都翻了一番。另有一种说法称城中尚有3000名武装人员，而一部分叛军领导人已设法逃出包围圈。
费卢杰城内各路叛军齐聚：基地组织伊拉克分支（AQI）、伊拉克伊斯兰军（IAI）、安萨尔逊尼派圣训会、穆罕默德军（AOM）、圣战者和伊拉克伊斯兰秘密军。其中基地组织、伊斯兰军和1920革命旅都在该地设有极为重要的基地。约有2000名武装人员隶属于穆罕默德军（部分由前“萨达姆死士”武装人员组成）、安萨尔逊尼派圣训会和其它规模较小的叛军。
当地叛军与来自外国的圣战者们已经加固了费卢杰的城防。守军在城里挖掘了地道、堑壕和散兵坑，还部署了大量的简易爆炸装置。城里一些建筑也已被改造成了满布炸药和军火，只等联军士兵一脚踏入就引爆的死亡陷阱。叛军用新泽西式护栏阻塞交通，加固火力点，以图阻击敌军。这些武装人员装备也不差，手中亦有先进火器或是缴获自美军的装备，如M14步枪、M16步枪、防弹衣、制服和头盔。
叛军亦在建筑或载具处设置诡雷，例如在门窗布设引线使之与爆炸物相连接。此外，为了应对联军通过屋顶进行机动的战术，叛军对建筑物的屋顶进行改建，使联军士兵能够进入其火力网。
多国部队方面的情报同时指出，联军在城内除了会與伊拉克人交火外，还会同车臣人、菲律宾人、沙特人、利比亚人和叙利亚人交战。

### 当地民众
两次费卢杰战役之間的这段时间里当地不少民众都逃出了城市，极大地减少了潜在的平民伤亡。美国军方估计该地30万平民有七到九成已经逃遁。但是，并非所有平民都有逃离战区的门路。战役期间同美军并肩作战的简·阿拉芙声称有当地平民在自家门口写上“这是一户平民（We are family）”，以希冀美军不会攻入家户。尽管如此，联军在发起进攻之前还是通过传单和广播呼吁平民疏散。

## 战事

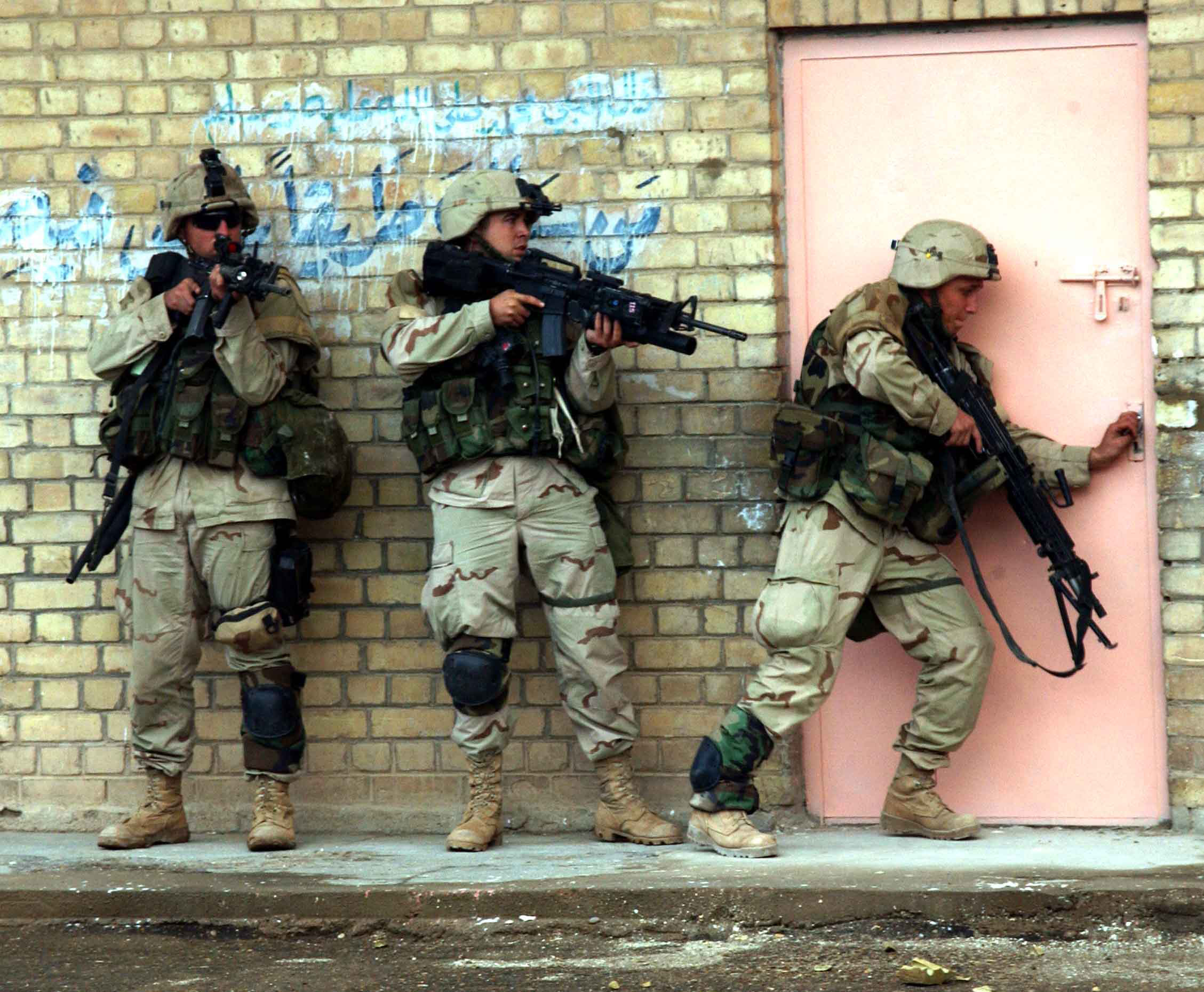
合众国陆军第1骑兵师的士兵正在准备突入一幢建筑。

### 佯攻
在海豹部队和陆战队侦察狙击手对城区外围的侦察行动过后，2004年11月7日夜，联军地面部队向费卢杰发起攻击。伊拉克第36突击营在美国特种部队顾问、隶属于海军中央特种作战特遣队的海豹部队狙击手、海军陆战队侦察营、陆军第2步兵师第2旅级战斗队第9步兵团1营C连1、2排、陆战队第3营A连、陆军第2/72坦克营、第3轻型装甲侦察营、陆战队第23步兵团第1营、第1战勤支援营第122战勤支援连的协同下作为主攻部队自西侧与南侧向半岛进攻，控制费卢杰中心医院、黑水桥、ING大楼和费卢杰西郊幼发拉底河对岸的村庄。 陆战队第1团第3营的士兵在城南以81毫米迫击炮火力提供支援，随后机动至尤尔夫·萨哈尔大桥并确保该桥梁处于联军控制之下。联军的前期进攻看似凌厉，实为佯动，为的是在全面进攻之前迷惑守军。在这些行动中，两名海军陆战队士兵因推土机坠入幼发拉底河而身亡。有42名叛军士兵身死费卢杰河畔。

### 进攻
在费卢杰城内的电力供应被海军工程兵切断之后，海军陆战队的两支团级战斗队——第1团级战斗队（RCT-1）和第7团级战斗队（RCT-7）从城市北侧发起进攻。这两个分遣队得到了美国陆军两支营级重装机械化部队的支援——分别是第7骑兵团第2营和第2步兵团第2营，此外还有四个海军陆战队步兵营殿后负责搜查并清理房屋。陆军第1骑兵师第2机械化旅级战斗队、海军陆战队第2轻型装甲侦察营和陆军第5步兵团第1营A连负责渗透叛军防御并清剿流窜的叛军残部。英军的黑卫士兵团第1营则负责巡逻通往东边的公路。除此之外，这两支特遣队还得到了3个海豹部队七人狙击分队的支援，还有第1侦察营的一个排进行先遣侦察，以及联合空中管制终端（Joint Terminal Aircraft Control - JTAC）提供空中侦察。近地空中支援则由美国空军负责提供。

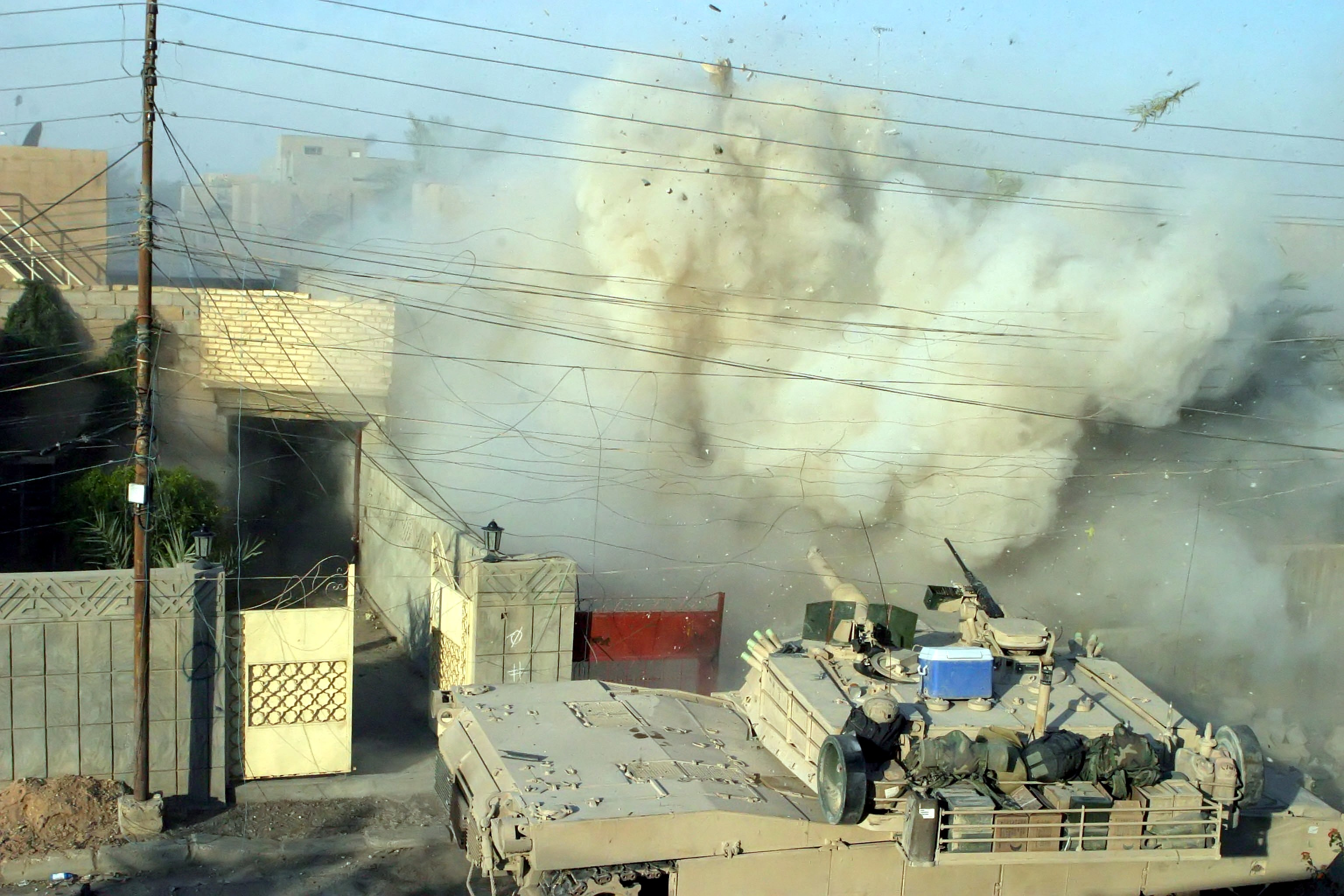
M1艾布拉姆斯主战坦克用主炮开火以对叛军进行火力压制。

联军的六个营，在海军陆战队侦察分队、海豹狙击分队和联合空中管制终端的先导支援下，趁夜色掩护进入城区。待与先遣侦察分队会合后，于2004年11月8日晨发起进攻。周遭的炮兵部队和空军向城中投射了2500枚左右的155毫米口径炮弹和不计其数的航空炸弹。联军攻取城市火车站作为进攻跳板。当日下午，海军陆战队在密集的空中支援下占领了海-纳伊布-杜巴特和纳兹扎区。海军工程兵团的人员紧随其后，用装甲推土机清理道路。2004年11月9日日落后不久，陆战队报告已推进至市中心10号高速公路附近的阶段线F。

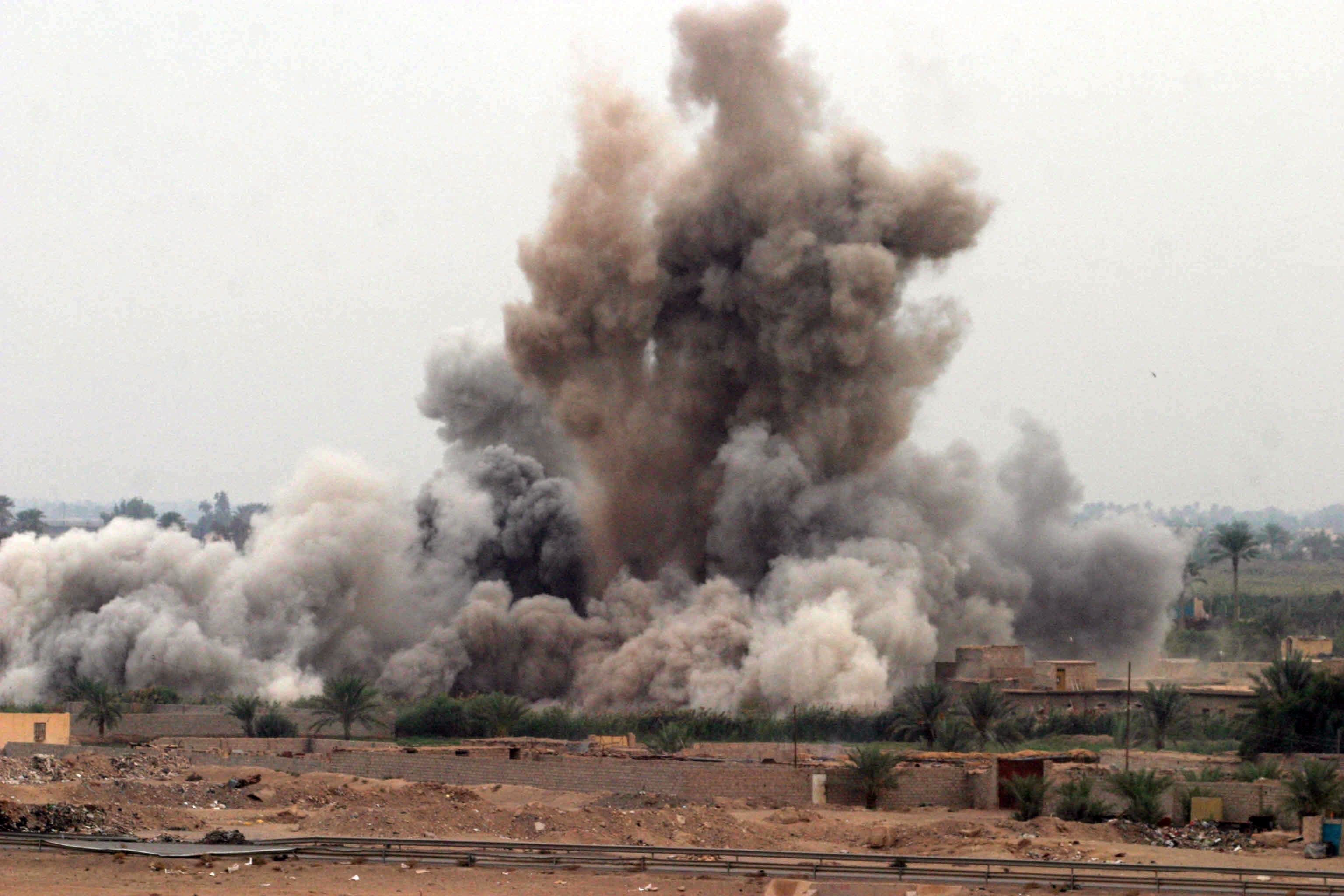
疑似叛军盘踞的建筑被空袭摧毁

绝大多数交火发生在11月13日，海军陆战队和陆军特遣队已控制城市大部，转而开始清剿各处顽抗的叛军。经过九日鏖战，海军陆战队方面宣布城市基本已被肃清，仅有少数顽敌仍作反抗。零星的交火至12月23日才告结束。
次年1月底，有媒体指出联军正在逐步撤出该区域，并协助逃难而去的居民重返家园。

### 表彰
陆军第2特遣队步兵第2团军士长大卫·贝拉维亚获颁荣誉勋章。
有九名海军陆战队士兵获颁海军十字勋章： 
- 第3团第1营，拉斐尔·佩拉尔塔中士[39]
- 第1团第3营，第一中士布拉德利·卡萨尔 [40]
- 第1团第3营，小罗伯特·米切尔中士[41]
- 第5团第3营，杰里米亚·沃克曼下士[42]
- 第5团第3营，克里斯托弗·S·阿德勒斯珀格准下士[43]
- 第5团第3营，杰森·S·克拉尔迪下士[44]
- 第5团第3营，加莱特·克拉夫特中士[45]
- 第8团第1营，参谋长奥布里·麦克戴德[46]
- 第8团第1营，多米尼克·厄斯奎贝尔下士

出于“个人原因”，厄斯奎贝尔下士拒绝接受嘉奖。
以下作战部队因在战役期间的优异表现而获颁总统单位表彰：
- 合众国陆军第1步兵师，第2步兵团第2营
- 合众国陆军第1骑兵师，第7骑兵团第2营
- 海军中央特种作战特遣队[48]

## 战后

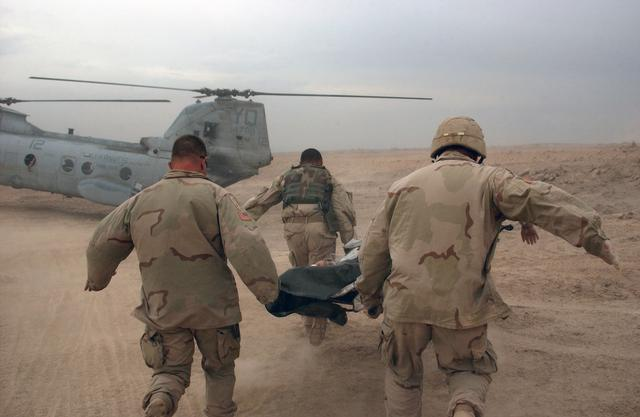
合众国陆军士兵护送一名伤员跑向一架陆战队CH-46E海骑士直升飞机，摄于第二次费卢杰战役期间。

是役被视为伊拉克战争期间最为血腥的战役，亦是美军自越南战争以来参与过的最为血腥的战役。美军常会将此役同顺化战役和第二次世界大战期间的太平洋战争进行比较，说明其惨烈非凡。在整个幽灵之怒行动期间，联军死亡107人，负伤603人。美军在11月的攻击行动中死亡54人，负伤425人，至12月23日则共有95死亡，560人负伤。英军在城郊作战时死亡4人，负伤10人。伊军有8人死亡，43人负伤。由于缺乏官方统计，叛军的伤亡数字并不明确。据估计死亡人数在1200至1500人之间，也有人认为死亡人数超过2000。整场战役期间联军俘获叛军1500人左右。另外，据红十字会估计，有800名左右的平民在联军攻势期间丧生。伊拉克死者计数项目报告称有581至670名平民在战斗中丧生。据麦克·马尔库西称，一些当地非官方组织和医务工作者认为共有4000至6000名非西方人丧生，其中绝大多数是平民。
战役期间，陆战一师共计发射了5685枚155毫米高爆弹。海军陆战队第3航空队投放了318枚制导炸弹，发射了391枚火箭和导弹，以及93000发机枪子弹和炮弹。
费卢杰的住宅、清真寺、公共设施和商业都受到广泛的破坏。该市曾被称为 "清真寺之城"，战前有200多座清真寺，其中60多座在战斗中被摧毁。这些清真寺中的许多被伊斯兰武装用作武器库和武器据点。在费卢杰的大约50,000座建筑中，估计有7,000至10,000座在进攻中被摧毁，其余建筑中有一半至三分之二受到明显的破坏。
虽然该地原有居民的人数模糊不清，但据估计有200000至350000之众。据报告，“警惕决心行动”和“幽灵之怒行动”总计造成了20万国内难民。 虽然清真寺遭到严重破坏，但联军报告说，该市 133 座清真寺中有 66 座被发现藏有大量叛乱分子武器。 

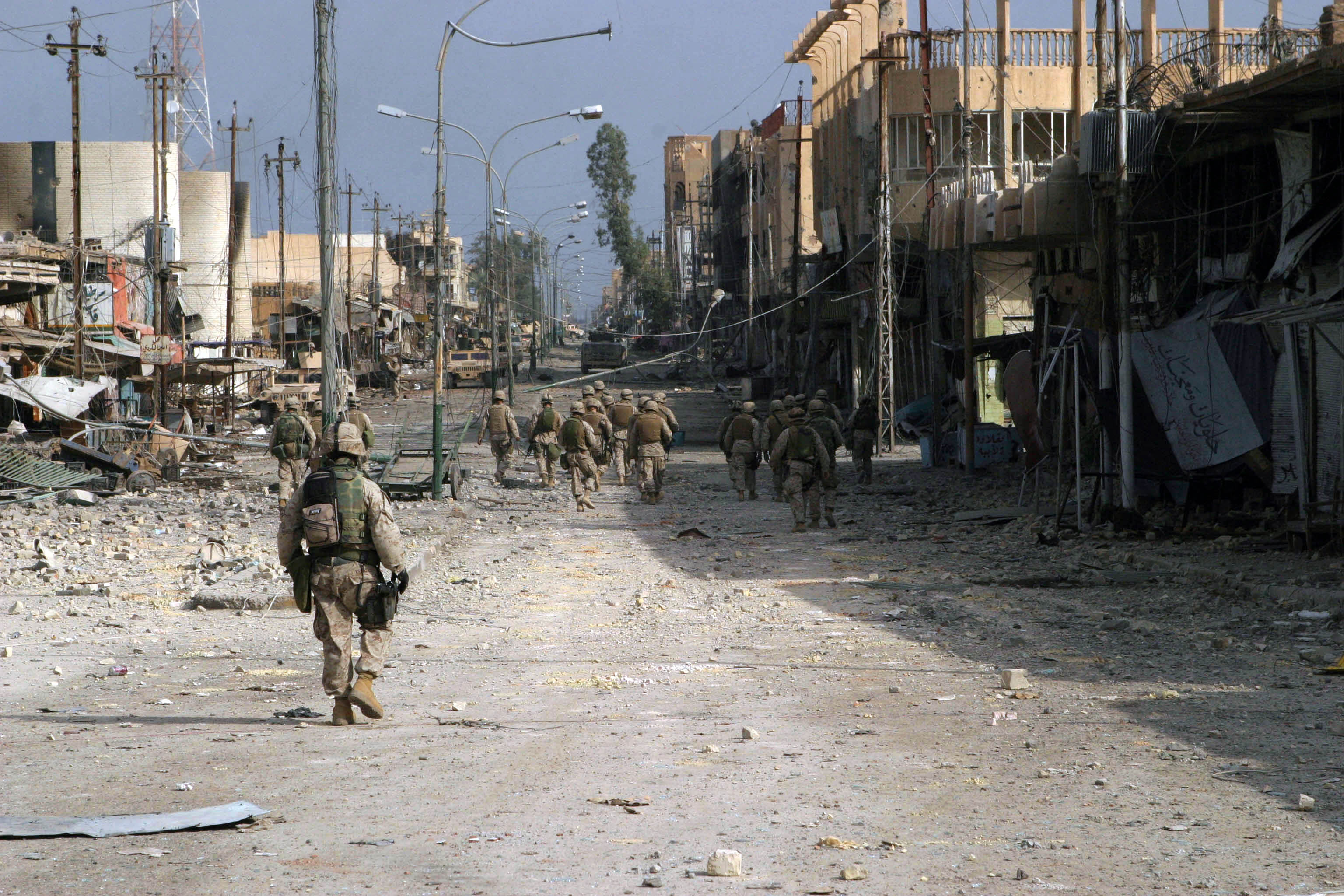
在战斗中遭到严重破坏的费卢杰街道。

12月中旬，在进行生物特征识别后，当地居民被允许返回，前提是他们一直佩戴身份证。重建进展缓慢，主要包括清除严重受损地区的瓦砾和重建基本公用设施。到1月中旬，只有10%的当地居民回迁，即使到2005年3月底也只有30%。 
然而，事实证明，这场战斗并非美军所希望的决战。据信，一些非当地的叛乱分子以及扎卡维在军事袭击之前已经逃离，把大部分当地武装分子留在城中。随后美国针对叛军的军事行动未能有效地将叛乱分子拖入另一场战役，到 2006 年 9 月，局势恶化到包含费卢杰的安巴尔省据报道完全由叛军控制，除了海军陆战队控制之下的费卢杰，除此之外，拉马迪亦为叛军所扰。  
战役结束后，费卢杰城内和周边的叛军活动大为减少，只是当地驻军遭炸弹袭击的消息时有见报。这其中最为重大的是2005年6月23日6名海军陆战队士兵遭自杀式汽车炸弹袭击丧生一事，炸弹亦造成13名海军陆战队士兵负伤。然而14个月后，叛军再度卷土重来。
第三次军事施压始于2006年9月，一直持续到2007年1月中旬。在所谓的“第三次费卢杰战役”期间总结发扬的战术，在被用于拉马迪及周边地区时，导致了所谓的“伊拉克之子”运动。经过四年苦战之后，2007年秋，费卢杰在被移交给伊拉克军队和伊拉克政府。
伊拉克和黎凡特伊斯兰国武装分子——一支有基地组织背景的逊尼派叛军曾于2014年占领该地，但是伊拉克政府军与特种部队在2016年6月收复此城。

## 战斗序列

### 美国军队
- http://www.s-a-m-s.org/patriot/features/FirstQtr2005/letter.htm 的存檔，存档日期11 April 2005.
- http://www.defendamerica.mil/articles/nov2004/a111004a.html 的存檔，存档日期16 April 2009.
- West, Bing. "No True Glory", Bantam Books. 2005. Page. 329

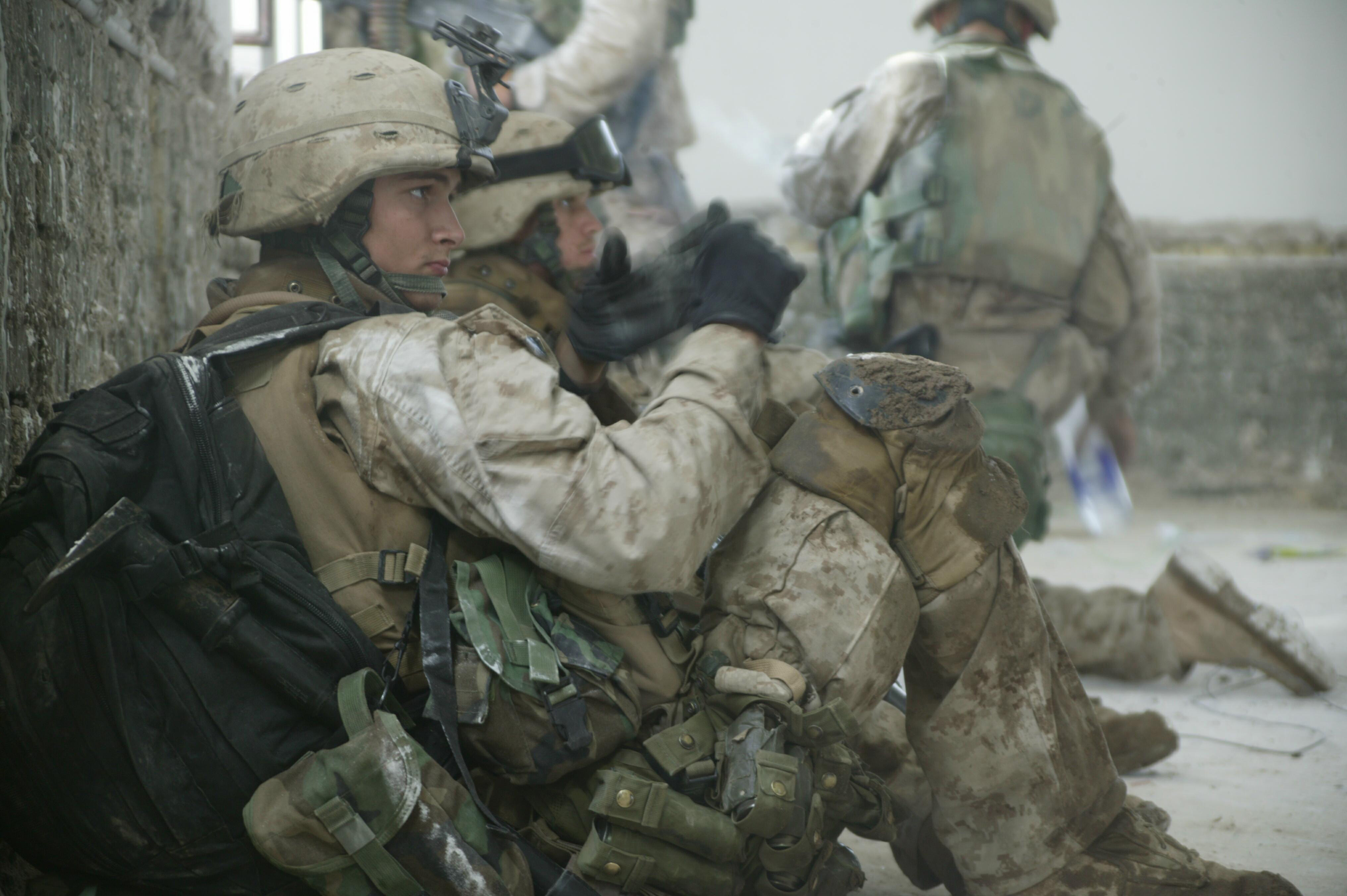
搜索间隔进行休息的美国海军陆战队士兵。

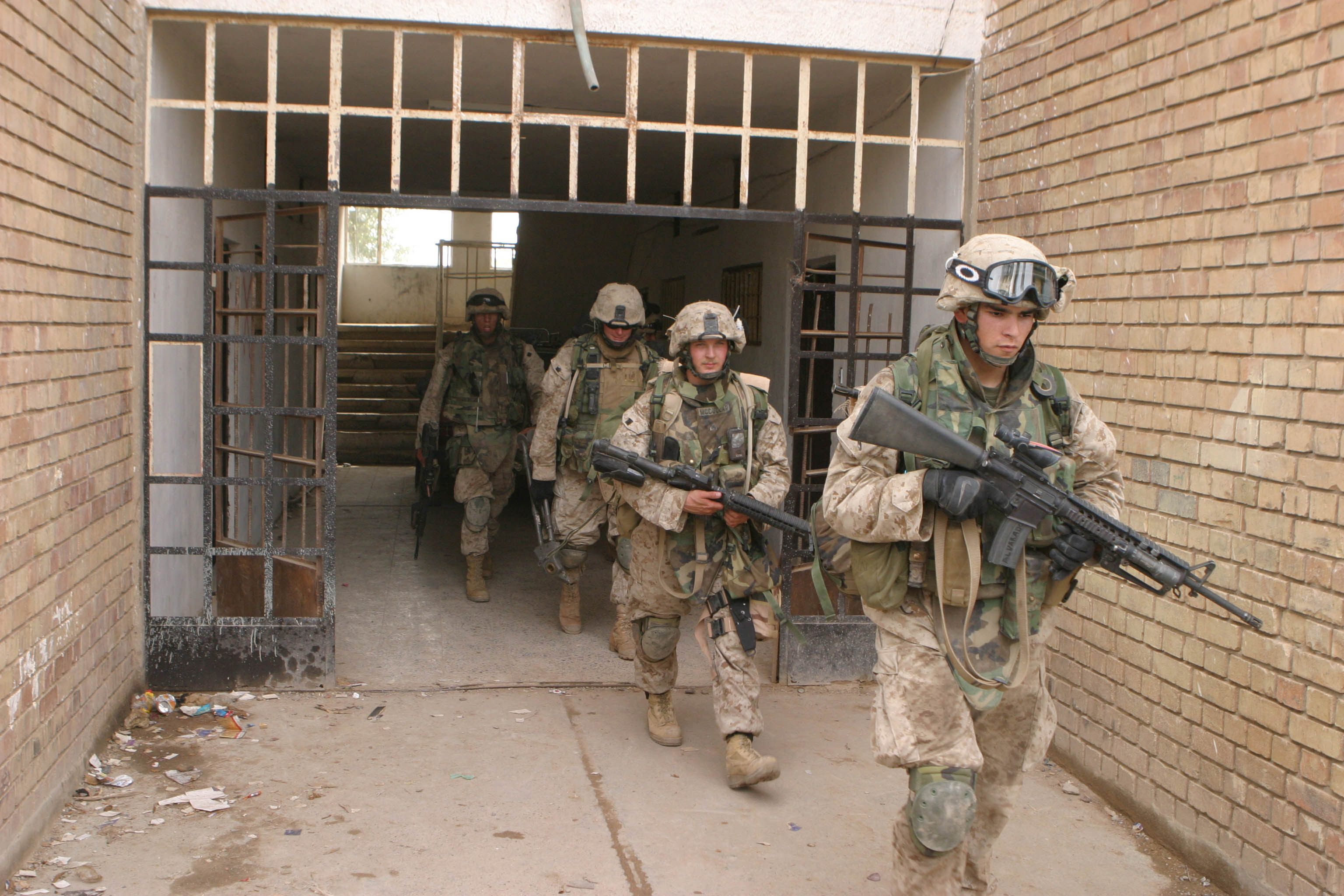
美国海军陆战队第5团第3营夺取了位于费卢杰城郊的一幢公寓楼。

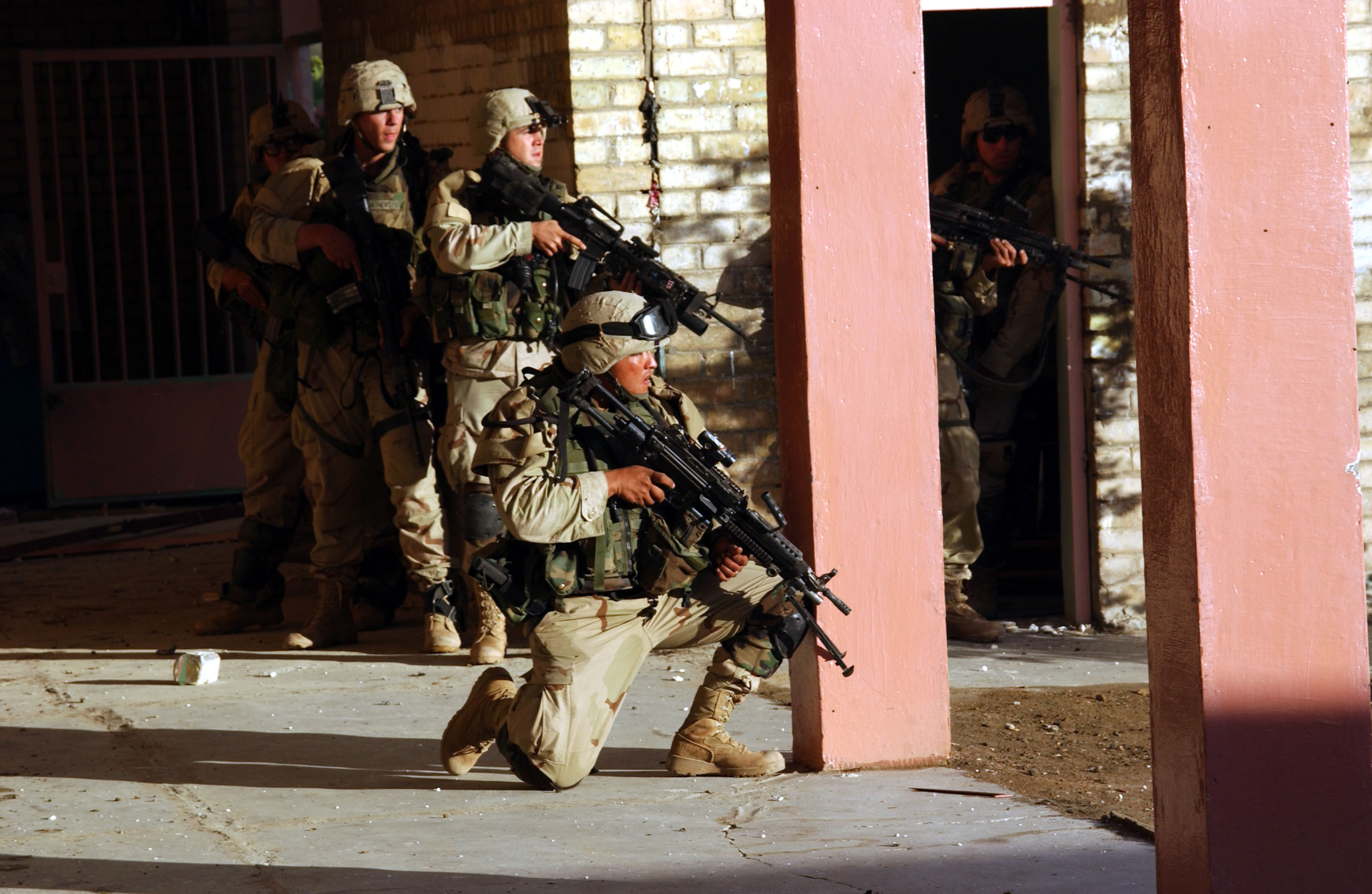
在搜索建筑時依托墙体和柱子作为掩体的美国陆军士兵。

第1团级战斗队（RCT-1）以海军陆战队第1团为基础构建：
- 陆战队第1团第3营（步兵）
- 陆战队第5团第3营（步兵）
- 陆军第7骑兵团第2营（步兵）
- 第2坦克营C连
- 第1武装侦察连
- 第2侦察营
- 第3轻型装甲侦察营（机械化/装甲）
- 第39旅级战斗队，第153步兵团，第3营C连1排
- 陆战队第2两栖突击营C连与D连（装甲）
- 陆战队第3两栖突击营A连1、2、3排（装甲）
- 陆军第2步兵师，第2旅级战斗队，第9步兵团1营C连1、2排
- 宪兵/爆炸物对策排 [第373对地支援中队]
- 第1战勤支援营，第113战勤支援连
- 第1战地维护营，第122战勤支援连，重装排
- 海军陆战队第14团，反炮兵雷达排（炮兵）
- 海军陆战队第14团第4营M连“白马”（主要充当支援炮兵的角色，有时亦会作为步兵、侦察和炮兵观测分队执勤）
- 陆军第8骑兵团，第3营C连
- 陆军第162步兵团，第2营B连2排
- 第876战斗工兵营A连2排
- 陆战队第3两栖突击营E连3排（装甲）
- 陆战队第23团，TOW排
- 陆战队第4坦克营，营部连侦察排
- 第2坦克营，侦察排（配合陆战队第10团第2营营部连行动）
- 陆战队第2师，第2后勤大队，宪兵营A连
- 陆战队第2师，第2战斗工兵营B连（加强）
- 陆战队第4师，第4后勤大队，宪兵营A连
- 第4文职大队，第4分遣队
- 陆战队第1后勤大队，第1战斗后勤营，第115战斗后勤连
- 第1战地勤务大队，第1卫生营，B野战医院连
- 陆战队第1后勤大队，战争创伤对策排
- 陆战队第4团第1营，B连
- 陆战队第23团第1营，B连
- 第81重型旅级战斗队，第181支援营C连疏散排
- 陆战队第11团第2营，营部连（临时充当步兵分队执勤）
- 陆战队第10团第1营，C连（临时充当步兵分队执勤）
- 陆战队第10团第3营，L连（临时充当步兵分队执勤）
- 陆战队第14团第4营，K连（有时亦会作为步兵分队执勤，与陆战队第2师第10团第2营共同行动）
- 陆战队第10团第2营，营部连摩托化运输排
- E特遣队（海军机动工程营与俄克拉荷马国民警卫队第120工程营）
- 陆战队第39航空大队，下辖第367轻型攻击直升机中队，第169轻型攻击直升机中队，第161中型直升机中队，第364中型直升机中队以及第161中型直升机中队第268中型直升机中队，驻扎在塔卡杜姆空军基地
- 陆战队第242战斗机攻击中队，第542攻击中队以及第365中型直升机中队，驻扎在阿萨德空军基地
- 陆军第2步兵师，第2旅级战斗队，第44工程营A连3排，第3班
- 陆军第2步兵师，第2/72坦克营A连3排
- 陆军第9心战营B连（空降部队）
- 第4战斗工兵营
- 第4海军机动工程营（即海蜂队）
- 第23海军机动工程营
- 第133海军机动工程营

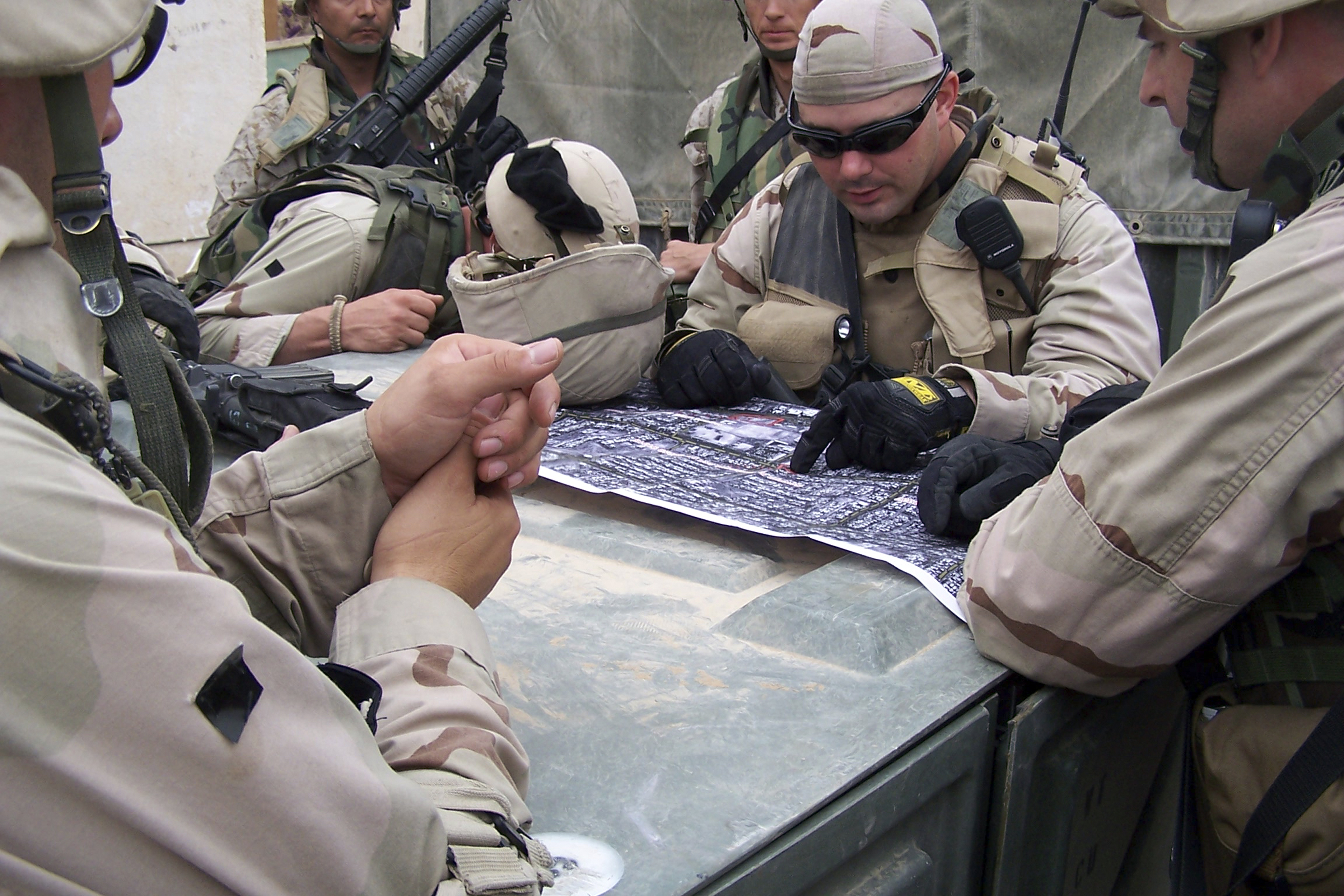
海军第4机动工程营的首席工程助理正在研究费卢杰街道的航拍照片，摄于2004年11月。

第7团级战斗队（RCT-7）以陆战队第7团为基础构建：
- 陆战队第3团，第1营（步兵）
- 陆战队第8团，第1营（步兵）
- 陆军第1步兵师第2步兵团，第2营（步兵）
- 陆战队第2坦克营，A连
- 第2侦察营
- 第2武装侦察连
- 第1轻型装甲侦察营，C连
- 第2轻型装甲侦察营，A连
- 第1171心理战术分队，在2004年11月1日至12月15日随陆战队第3团第1营行动
- 第82工程营，A连2排
- 第4骑兵团，F连（旅属骑兵侦察连）
- 第63装甲团，第2营A连
- 第63装甲团，第1营B连
- 第82工程营，C连1排
- 第6野战炮兵团，第1营A连1排
- 陆战队第12团，第1营C连（炮兵）
- 第2战斗工兵营，C连
- 陆军第2步兵师，第2旅，第44工程营，C连2排
- 第2两栖突击营，C连（装甲部队）
- 陆战队第4后勤大队，宪兵营，B连
- 陆战队第3师突击营，战斗工兵连第3排
- 第3两栖突击营，C连2排
- 第6支援工程营，C连1排
- 陆战队第31远征队，第31后勤支援大队
- 第3爆炸物对策机动特遣队
- 陆军第445文职营，B连
- 陆军第14骑兵团，第2骑兵营，A连
- 陆军第1骑兵师，工兵旅，第458工兵营，A连
- 陆军第759宪兵营
  - 第759宪兵营营部及分遣队
  - 第148宪兵连（司法情报）
  - 第21宪兵连（空降，战勤支援）
  - 第630宪兵连（战勤支援）
  - 第984宪兵连（战勤支援）
- 第15先遣支援营
- 第1骑兵师，第2旅级战斗队，战术分队（第13信号营，B连；第312情报营，B连）
- 陆军预备役部队第689工兵连（清障）
- 第124骑兵团，第1营
- 通用远程武器控制平台第1分队
- 特种勤务侦察营，轻装连

美国空军中央司令部
- 第24特殊战术中队
- 第187战斗机联队（阿拉巴马州国民警卫队）（装备F-16战斗机）[63]
- 第379远征联队（装备F-15战斗机、F-16战斗机、A-10攻击机、AC-130炮艇机）
- 第2轰炸机联队（装备B-52同温层堡垒战略轰炸机）
- 第9战略侦察机联队（装备U-2侦察机）
- 第116空中管制联队（E-8指挥机）[64]
- 第432远征联队（装备MQ-1“捕食者”无人攻击机，由位于内华达州的克里奇空军基地远程操纵）

美国特种作战司令部
- 海军中央特种作战特遣队
- 三角洲特种部队[65]
- 陆战队特战司令部第1分队
- 第5特种作战大队[66]

### 伊拉克军队
- 国民卫队第1特种作战营，B连和D连[67]
- 第36突击营[68]
- 反恐部队
- 内政部应急对策分队（随第7团级战斗队行动）[69]
- 伊拉克干预部队（ICDC）第1旅，第1营（独立于多国部队行动）[69]
- 伊拉克干涉部队（IIF）第1旅，第2营（随第7团级战斗队行动）[69]
- 伊拉克干涉部队（IIF）第1旅，第4营（随第1团级战斗队行动）[69]
- 伊拉克干涉部队（IIF）第3旅，第5营（随第7团级战斗队行动）[69]
- 伊拉克干涉部队（IIF）第3旅，第6营（随第1骑兵师第2旅行动）[69]

### 英国军队
- 黑卫士兵团第1营[70]

## 争议
尽管联军大胜，美国的军事干预还是引起了争议。

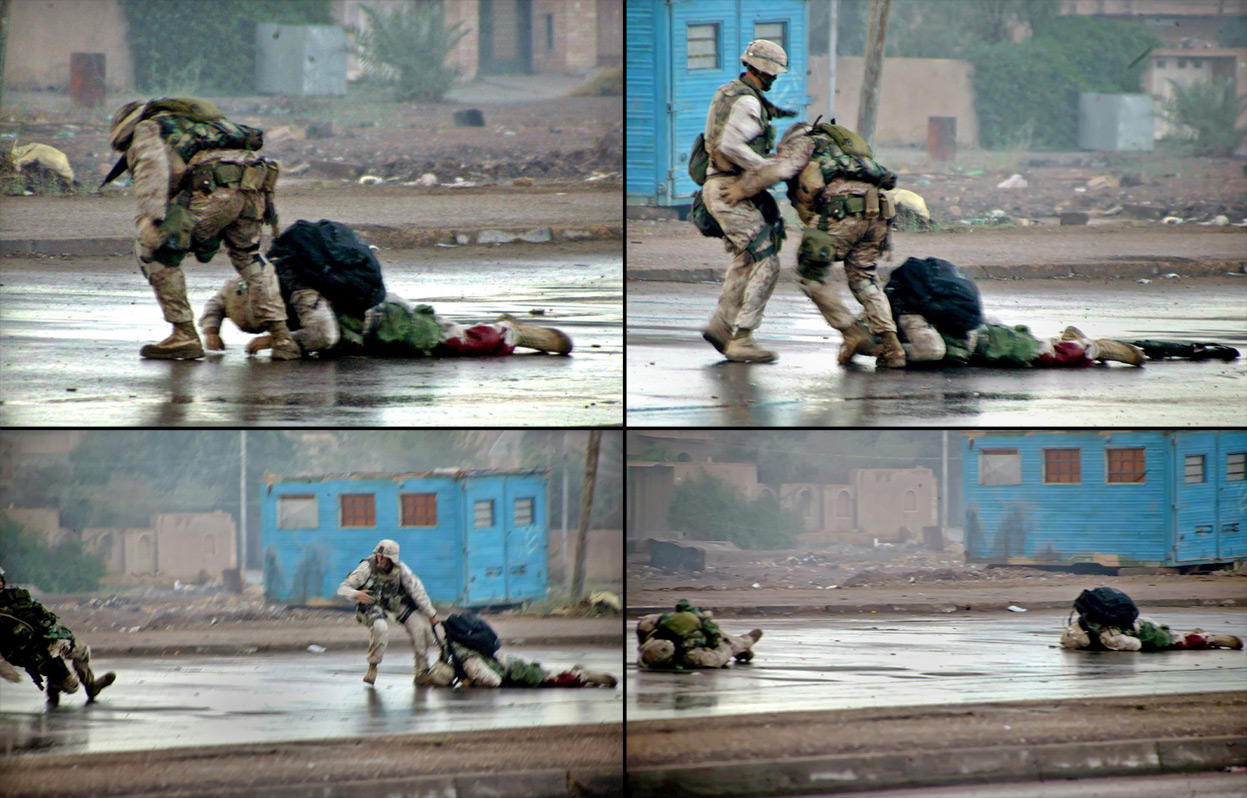
在这一系列照片中，来自陆战队第8团第1营的一名陆战队员和军官试图抢救一名被狙击手击中的陆战队员；一名叛军机枪手趁机砍倒了其中一名救援人员。

一部题为《费卢杰：鲜为人知的惨剧》的纪录片声称美军在作战期间对平民使用了白磷弹，但是军方证实白磷弹是被用于攻击敌方战斗人员的 在美国陆军野战炮兵手册上发表的文章中，一篇由一位美国陆军上尉写就的文章清楚地表明，白磷弹仅在传统弹药没能发挥理想效果的情况下才会被用来攻击叛军。禁止化学武器组织声称白磷弹并非化学武器，因此《禁止化学武器公约》对此并无约束力。
2004年11月16日，NBC新闻播送了一则关于一名陆战队员残杀一个伊拉克伤兵的新闻片，片中的海军陆战队员声称叛军武装分子正在“装死”。海军犯罪调查局探员后来裁定该名士兵在进行自卫行为。美联社则报道称所有试图逃离城市的兵役适龄男子都会被遣返该地。
麦克·马尔库西在2005年11月的一篇刊登于《卫报》的文章中，将是役同美莱村大屠杀，轰炸格尔尼卡与哈拉卜贾化武袭击作比较。
这次战役结束后，医学研究人员发现该地出生的儿童的夭折率、癌症患病率、先天性异常或出生缺陷发生率有所提升。  2011年的一项研究得出的结论是，交战期间所用弹药中的贫铀暴露是导致出生缺陷和癌症的主要诱因，或与相关诱因存在较大关联。 

## 在流行文化中

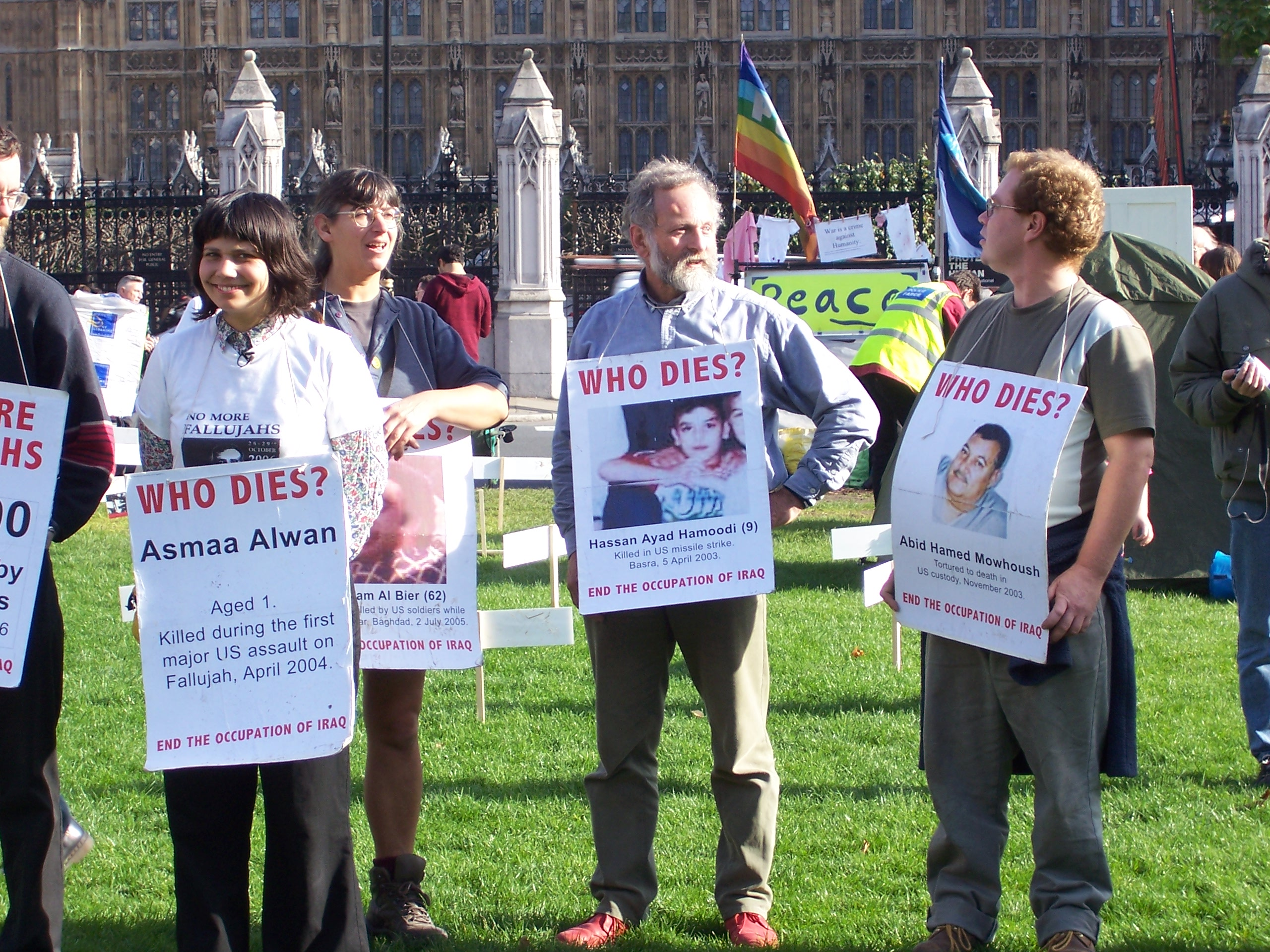
英国民众在议会大厦前进行反战示威。

### 纪录片
- 《占领：蜃景之地》，一部摄于2005年的纪录片，展示了了2004年初在伊拉克费卢杰的第 82 空降师第505空降步兵团第1营士兵的状态。
- 《接敌！》 – 第 1 集：“D 日：费卢杰”（UPC：733961741353），2006 年 A&E 历史频道特别节目，详细介绍了在第二次费卢杰战役期间发生的各种战斗。
- 《通往费卢杰之路》，一部摄于2009年的纪录片，讲述了马克·曼宁——第二次费卢杰战役后该地唯一一名西方居民的故事。
- 《当仁不让》, [80]一部摄于2013年的纪录片，由参加第二次费卢杰围攻的老兵拍摄，他对自己声称发生过的暴行以及美国在费卢杰的外交政策的遗产展开了调查。
- 《费卢杰：鲜为人知的惨剧》，一部谴责美国军队使用白磷和MK-77燃烧弹攻击该市平民的纪录片。
- 2020 年 BBC 纪录片系列《伊拉克往事》第三集以费卢杰战役为主题。

### 电影
- 《黎明时分的通道》是一部拍摄于2017年，以战前的平安夜为背景的战争片。 [81]

### 游戏
- 《费卢杰六日》，讲述了来自海军陆战队第1团第3营的一队美国海军陆战队队员在费卢杰战役中最血腥的六天中的故事。由于题材争议巨大而被科乐美放弃，直到 2021 年重启。现在由Highwire Games代替Victura开发并发布该游戏。 [82]
- 《近身死斗：敢为人先》是一款根据海军陆战队第1团第3营的退役和现役军人的意见设计的，他们曾在“幻影狂暴”行动期间参加过伊拉克费卢杰附近的战斗。
- 《幻影狂怒：第二次费卢杰战役》是一款单人桌面游戏，该游戏基于2004年11月美国海军陆战队第1师第1团第3营在约兰地区的行动。[83]

### 音乐作品
- 拉斯普蒂娜 (Rasputina) 的歌曲《老黄饼》(In Old Yellowcake) (2007)
- 杰斐逊·佩珀 (Jefferson Pepper) 的歌曲《费卢杰的圣诞节》 (2005) (UPC: 669910486467)
- 卡斯·迪龙（Cass Dillon）和比利·约尔（Billy Joel）的歌曲《费卢杰的圣诞节》（2007年）（数字下载，CD 单曲）
- 《费卢杰》，加拿大作曲家托宾斯托克斯作曲，希瑟拉佛作词的歌剧。 [84]
- 塞尔维亚根雷鬼乐队 FC Apartride Utd 的《费卢杰》，在 Frontline Menu 2006 上，LP。 [85] [86] [87]

### 书目
- 《黯淡的勋章：费卢杰战役的前线记录》[88]
- 《我的男人是我的英雄：布拉德·卡萨尔的故事》[89]
- 《万众一心：与占领费卢杰的海军陆战队并肩作战》[90][自我引用]
- 《新黎明：费卢杰之战》[91]
- 《幻影狂怒行动：夺取费卢杰》[92]
- 《费卢杰的日出》[93]
- 《费卢杰回忆录：普通一兵眼中的第二次费卢杰战役》[94]
- 《费卢杰的幽灵》[95]
- 《陆战队在战斗：费卢杰，2004年11月至12月》[96]
- 《逐户争夺：史诗般的战争回忆录》[97][自我引用]
- 《代号“红色费卢杰”：战争中的医生回忆录》[98]
- 《费卢杰之荣光：海军陆战队第8团第1营在幽灵狂怒行动期间的战斗；增订第2版》[99]
- 《皆我所见》[100]

## 传记
Tucker, Spencer C. . ABC-CLIO. 2014. ISBN 978-1440828614.

## 延伸阅读
- No True Glory: A Frontline Account of the Battle for Fallujah, by Bing West (2005) (ISBN 978-0-553-80402-7)
- We Were One: Shoulder to Shoulder with the Marines Who Took Fallujah, by Patrick O'Donnell (2006) (ISBN 978-0-306-81469-3)
- Fighting For Fallujah: A New Dawn for Iraq, by John R. Ballard (2006) (ISBN 978-0-275-99055-8)
- Fallujah With Honor: First Battalion, Eighth Marine's Role in Operation Phantom Fury, by Gary Livingston (2006) (ISBN 1-928724-06-X)
- Battle of Fallujah: Occupation, Resistance And Stalemate in the War in Iraq, by Vincent L. Foulk (2006) (ISBN 0-7864-2677-2)
- Among Warriors in Iraq: True Grit, Special Ops, and Raiding in Mosul and Fallujah, by Mike Tucker (2006) (ISBN 978-1-59228-732-1)
- Iraq 1941: The Battles For Basra, Habbaniya, Fallujah and Baghdad, by Robert Lyman (2006) (ISBN 978-1-84176-991-2)
- My Men Are My Heroes: The Brad Kasal Story, by Brad Kasal as told to Nathaniel R. Helms (2007) (ISBN 0-696-23236-7)
- On Call in Hell: A Doctor's Iraq War Story, by Cdr. Richard Jadick (2007) (ISBN 0-451-22053-6)
- House to House: An Epic Memoir of War, by SSG David Bellavia (2007) (ISBN 978-1-4165-7471-2)
- The Navy Cross: Extraordinary Heroism in Iraq, Afghanistan and Other Conflicts, by James E. Wise, Scott Baron (2007) (ISBN 1-59114-945-2)
- Marakat Al-Fallujah: Hazimat Amrika Fi Al-Iraq, by Ahmad Mansur (2008) (ISBN 978-977-427-309-4)
- Sunrise over Fallujah (2008) (ISBN 978-0-439-91625-7)
- Fallujah: Shock & Awe (2009) (ISBN 978-0-85124-706-9)
- Inside Fallujah: The Unembedded Story, Ahmed Mansour (2009) (ISBN 978-1-56656-778-7)
- The Daily Thoughts of a Fallujah Marine by Josh Daugherty (2009) (ISBN 978-1-60836-044-4)
- Popaditch, Nicholas; Steere, Mike. . 2008. ISBN 978-1-932714-47-0.
- Operation Phantom Fury: The Assault and Capture of Fallujah, Iraq, by Dick Camp (2009) (ISBN 978-0-7603-3698-4)
- New Dawn: The Battles for Fallujah, by Richard S. Lowry (2010) (ISBN 1-932714-77-4) plus Presentation at the Pritzker Military Library on 3 November 2011